# اندرو ایروین
اندرو کمین ارواین (انگلیسی: Andrew Irvine؛ ۸ آوریل ۱۹۰۲ – ۸ ژوئن ۱۹۲۴) کوهنوردی انگلیسی بود که در سفر سوم جرج مالوری به کوه اورست در سال ۱۹۲۴ به همراه او در تیغه شمال شرقی کوه ناپدید شد. این نخستین بار بود که او به قله اورست صعود می‌کرد. آخرین بار او و جورج مالوری تنها در چند صد متری قله دیده شدند.
ارواین در خانواده‌ای اسکاتلندی و با ریشه‌های ولزی زاده شد و دانشجوی مهندسی در کالج مرتون دانشگاه آکسفورد بود.
در سپتامبر ۲۰۲۴ بقایای جسد او توسط تیم فیلمبرداری نشنال جئوگرافیک کشف شد. آنها موفق شدند کفشی را پیدا کنند که پایی هم در درونش قرار داشت. آنها پس از بررسی دقیق و موشکافانه‌تر جورابی را پیدا کردند که نام «AC Irvine» روی آن حک شده بود و همین توجه گروه نشنال جئوگرافیک را به خود جلب کرد.